# Тральщики типа «Блюбёрд»
Тральщики типа «Блю́бёрд» — серия американских тральщиков периода Корейской войны.
Из 159 построенных в США осталось только 20 единиц, остальные переданы, 11 странам: Ирану, Южной Корее, Тайваню, Греции, Турции, Саудовской Аравии, Индонезии, Сингапуру, Таиланду, Фиджи. Притом части стран, например Пакистану с 1955 по 1963 годы США по программе военной помощи построили специально для ВМС Пакистана восемь базовых тральщиков типа Bluebird — M160 Mahmood, M161 Momin, M162 Mubarak, M163 Muhafiz, M164 Mujahid, M165 Mukhtar, M166 Munsif, M167 Moshal.